# Marcel Giraud
Marcel Giraud, né à Nice le 7 avril 1900 et mort le 8 février 1994, est un historien français, professeur au Collège de France de 1947 à 1971 dans la chaire d'histoire de la civilisation de l'Amérique du Nord.

## Biographie
Après des études d'histoire menées à l'université d'Aix-en-Provence, Marcel Giraud suit une carrière d'enseignant dans le secondaire à partir de 1925. En 1930, alors qu'il est professeur au lycée de Tourcoing, il obtient l'agrégation d'histoire et géographie. Après quelques années passées au Royaume-Uni (où il mène notamment ses recherches sur le Canada dans les archives britanniques) et aux États-Unis (grâce à deux fellowships de la fondation Rockefeller en 1934 et 1937), il est nommé en 1938 au lycée Carnot à Paris où il enseigne jusqu'en 1947. En 1944 il soutient à la Sorbonne une thèse de doctorat d'État sur le « métis canadien », publiée en 1945 sous le titre Le métis canadien. Son rôle dans l'histoire des provinces de l'Ouest. En 1946, il publie Histoire du Canada dans la collection « Que sais-je ? » des Presses universitaires de France qui sera régulièrement rééditée (6 éditions entre 1946 et 1981).
En 1944-1945, Marcel Giraud est invité à prononcer les conférences annuelles de la chaire d'Antiquités américaines du Collège de France financée par la fondation Loubat. En 1946, présenté par Lucien Febvre et soutenu par André Siegfried, Marcel Giraud est élu sur une chaire d'histoire de la civilisation de l'Amérique du Nord, fruit de la transformation de la chaire de civilisation américaine créée pour Bernard Faÿ qui est suspendu puis révoqué du Collège de France en 1945. Marcel Giraud occupe cette chaire de 1947 à 1971, réorientant progressivement ses travaux vers les États-Unis, bénéficiant pour ce faire d'une nouvelle aide de la fondation Rockefeller qui lui accorde en 1947 une travel grant pour les États-Unis.
Il s'intéresse en particulier à l'histoire de la Louisiane : en 1956 il fait paraître le premier des cinq tomes d'une Histoire de la Louisiane française dont la rédaction l'occupera pendant plus de trois décennies. Le manuscrit du dernier tome, soumis par l'auteur en 1987, est refusé par les presses universitaires de France, qui avaient édité les quatre premiers. L'ouvrage paraît ainsi d'abord dans une traduction anglaise en 1991 et ce n'est qu'en 2012 qu'il parait en français aux éditions L'Harmattan, dans une édition préparée par Gilles-Antoine Langlois.
Marcel Giraud est l'un des rares spécialistes des études américaines dans le monde académique français de l'après-guerre, avec Jean Gottmann à l'École pratique des hautes études ou André Siegfried puis Jean-Baptiste Duroselle à l'Institut d'études politiques. Même si, de l'avis de Claude Fohlen, Marcel Giraud n'a eu que peu d'influence sur le développement des études américaines en France (isolé, Marcel Giraud se serait en outre avéré « peu soucieux de former des élèves »), Nathan Wachtel note que « l'influence de Marcel Giraud s'est durablement exercée outre-Atlantique » : son œuvre, bien que tardivement traduite en anglais (en 1974 et 1991 pour les Tomes I et V de l'Histoire de la Louisiane française, et en 1986 seulement pour Le métis canadien), n'en est pas moins abondamment citée dans l'historiographie américaine et canadienne, qui le reconnait élogieusement comme l’initiateur d'un nouveau champ d'études. En 1993, Marcel Giraud est récipiendaire du James Rivers Williams Prize in Louisiana Studies remis par le Center for Louisiana Studies de l'Université de Louisiane,. Il est fait Officier de la Légion d'honneur en 1972.

## Publications
- Le métis canadien : Son rôle dans l'histoire des provinces de l'ouest, Paris, Institut d'ethnologie, coll. « Travaux et Mémoires de l'Institut d'ethnologie, Université de Paris » (no 44), 1945, 1296 p.[13],[14].
- Histoire du Canada, Paris, Presses universitaires de France, coll. « Que sais-je ? » (no 232), 1946, 136 p. (2ᵉ éd. 1950, 3ᵉ éd. 1961, 4ᵉ éd. 1966, 5ᵉ éd. 1971, 6ᵉ éd. 1981).
- Histoire de la Louisiane française, vol. I : Le Règne de Louis XIV, 1698-1715, Paris, Presses universitaires de France, 1953, 368 p. (lire en ligne)[15].
- Histoire de la Louisiane française, vol. II : Les Années de transition, 1715-1717, Paris, Presses universitaires de France, 1958, 211 p. (lire en ligne)[16],[17].
- Histoire de la Louisiane française, vol. III : L'Époque de John Law, 1717-1720, Paris, Presses universitaires de France, 1966, 420 p. (lire en ligne)[18].
- Histoire de la Louisiane française, vol. IV : La Louisiane après le système de Law, 1721-1723, Paris, Presses universitaires de France, 1974, 454 p. (lire en ligne)[19],[20].
- Histoire de la Louisiane française (édition posthume, préparée et préfacée par Gilles-Antoine Langlois), vol. V : La Compagnie des Indes, 1723-1731, Paris, L'Harmattan, 2012, 540 p. (ISBN 978-2-296-57010-8).

## Distinctions
- Officier de la Légion d'honneur